# Pseudocyphellaria neglecta
Pseudocyphellaria neglecta är en lavart som först beskrevs av Johannes Müller Argoviensis, och fick sitt nu gällande namn av Hugo Magnusson. Pseudocyphellaria neglecta ingår i släktet Pseudocyphellaria och familjen Lobariaceae.   Inga underarter finns listade i Catalogue of Life.